# Лог (Волгоградська область)
Лог (рос. Лог) — село в Іловлінському районі Волгоградської області Російської Федерації.
Населення становить 3748  осіб. Входить до складу муніципального утворення Логовське сільське поселення.

## Історія
Село розташоване у межах українського історичного та культурного регіону Жовтий Клин.
Від 1965 року належить до Іловлінського району.

## Населення
| 1959 | 1970  | 1979  | 1989  | 2002  | 2009  | 2010  |
| ---- | ----- | ----- | ----- | ----- | ----- | ----- |
| 3344 | ↗3583 | ↗3644 | ↘3475 | ↗3687 | ↗3733 | ↗3748 |